# Balinovce
Balinovce (cirill betűkkel Балиновце) egy falu Szerbiában, a Pcsinyai körzetben, a Vladičin Hani községben.

## Népesség
- 1948-ban 254 lakosa volt.
- 1953-ban 270 lakosa volt.
- 1961-ben 341 lakosa volt.
- 1971-ben 199 lakosa volt.
- 1981-ben 179 lakosa volt.
- 1991-ben 177 lakosa volt
- 2002-ben 154 lakosa volt,[1] akik közül 149 szerb (96,75%) és 5 cigány.[2]